# D'Onta Foreman
D'Onta Foreman (Texas City, 24 aprile 1996) è un giocatore di football americano statunitense che milita nel ruolo di running back per i Chicago Bears della National Football League (NFL).

## Carriera

### Houston Texans
Al college Foreman giocò a football coi Texas Longhorns dal 2014 al 2016, vincendo nell'ultima stagione il Doak Walker Award come miglior running a livello universitario. Fu scelto nel corso del terzo giro (89º assoluto) del Draft NFL 2017 dagli Houston Texans. Debuttò come professionista subentrando nel primo turno contro i Jacksonville Jaguars correndo una volta per 4 yard. I primi due touchdown li segnò nella vittoria dell'undicesimo turno contro gli Arizona Cardinals, in cui guidò la sua squadra con 65 yard corse. La sua stagione da rookie si concluse con 327 yard corse e 2 marcature in 10 partite, di cui una come titolare.
Il 1º settembre 2018 Foreman fu inserito in lista infortunati per recuperare da un problema al tendine d'Achille. Tornò nel roster attivo il 4 dicembre 2018.
Il 4 agosto 2019 Foreman fu svincolato dai Texans a causa della scarso impegno e dell'abitudine di arrivare in ritardo alle riunioni della squadra.

### Indianapolis Colts
Il 5 agosto 2019 Foreman firmò con gli Indianapolis Colts. Fu inserito in lista infortunati il 19 agosto 2019 a causa della rottura di un bicipite. Fu svincolato il 24 agosto.

### Tennessee Titans
Dopo essere rimasto senza squadra per l'intera stagione 2019, Foreman fec un provino con i Tennessee Titans il 17 agosto 2020. Il 29 settembre firmò con la squadra di allenamento. Fu promosso nel roster attivo il 7 novembre 2020 per la gara della settimana 8 contro i Cincinnati Bengals e tornò nella squadra di allenamento dopo la partita. Tornò nel roster attivo il 7 novembre 2020. Nella settimana 10 contro i Colts segnò un touchdown su ricezione su passaggio di Ryan Tannehill nella sconfitta per 34–17. Fu la sua prima marcatura con la squadra e la prima dal 2018. La sua stagione si concluse con sei presenze come riserva di Derrick Henry, correndo 22 volte per 95 yard.

### Atlanta Falcons
Il 3 agosto 2021 gli Atlanta Falcons sottoposero Foreman a un provino. Il 9 agosto firmò con la squadra. Fu svincolato il 31 agosto 2021 e rifirmò con la squadra di allenamento il giorno successivo. Fu svincolato definitivamente il 3 settembre 2021.

### Tennessee Titans
Il 2 novembre 2021 Foreman rifirmò con la squadra di allenamento dei Tennessee Titans per sostituire l'infortunato Derrick Henry e fu promosso nel roster attivo quattro giorni dopo. Nella settimana 12 contro i New England Patriots corse 19 volte per 109 yard nella sconfitta esterna per 36–13. Sia Foreman che l'altro running back Dontrell Hilliard corsero oltre 100 yard in quella partita, la prima volta per due giocatori dei Titans nella stessa partita da Chris Johnson e LenDale White nel 2008. Due settimane dopo contro i Jacksonville Jaguars segnò il suo primo touchdown su corsa dal 2017, chiudendo la gara con 43 yard corse nella vittoria per 20–0. Nel 15º turno contro i Pittsburgh Steelers, Foreman corse 22 volte per 108 yard nella sconfitta per 19–13. Due settimane dopo contro i Miami Dolphins corse 26 volte per 132 yard e un touchdown nella vittoria per 34–3. Dopo l'infortunio di Henry nella settimana 8, a Foreman fu dato il merito di avere contribuito a fare raggiungere ai Titans i playoff e a vincere la AFC South in sua assenza. La sua stagione 2021 si chiuse con 133 portate per 566 yard corse e 3 marcature.

### Carolina Panthers
Il 16 marzo 2022 Foreman firmò un contratto di un anno con i Carolina Panthers. Nella settimana 7 contro i Tampa Bay Buccaneers corse 15 volte per 118 yard nella vittoria per 21–3. Nel turno successivo contro gli Atlanta Falcons ebbe 26 possessi per altre 118 yard e 3 touchdown su corsa nella vittoria ai tempi supplementari per 37–34. Nel 16º turno corse 165 yard e segnò un touchdown nella vittoria sui Detroit Lions, venendo premiato come miglior giocatore offensivo della NFC della settimana. Due settimane dopo, nell'ultima partita della stagione, fu espulso per avere fatto a pugni con Marcus Davenport dei New Orleans Saints. La sua annata si chiuse con i nuovi primati personali in yard corse (914), touchdown su corsa (10) e yard medie per corsa (4,5).

### Chicago Bears
Il 16 marzo 2023 Foreman firmò con i Chicago Bears. Nel settimo turno corse 89 yard e segnó tre touchdown, due su corsa e uno su ricezione, nella vittoria sui Las Vegas Raiders, prestazione che gli valse il riconoscimento di running back della settimana.

## Palmarès

### Individuale
- Giocatore offensivo della NFC della settimana: 1

16ª del 2022
- Running back della settimana: 1

7ª del 2023
- Doak Walker Award - 2016